# Luciano Mereu
Luciano Mereu (Nizza, 1842 – Roma, 1º aprile 1907) è stato un patriota italiano.

## Biografia
A diciassette anni, si arruolò volontario nei Cacciatori delle Alpi e prese parte alla seconda guerra di indipendenza del 1859. L'anno successivo seguì Garibaldi nella spedizione di Sicilia e dell'Italia meridionale e combatté sino alla battaglia del Volturno. Nel 1863, accorse, con Francesco Nullo, ad aiutare l'insurrezione della Polonia.
Arruolatosi nuovamente volontario nelle schiere garibaldine, partecipò nel 1866, alla terza guerra di indipendenza per la liberazione del Veneto e del Trentino, incorporato come capitano nel 2º Reggimento Volontari Italiani, comandante la settima compagnia, guadagnandosi per la capacità dimostrata nelle varie azioni di guerra, una medaglia d'argento al valor militare.
Nel 1867 partecipò alla spedizione garibaldina nell'Agro Romano.
Nel 1870 seguì ancora una volta Garibaldi nella campagna dei Vosgi contro i prussiani. In tutte le campagne, secondo come ebbe a dichiarare Ricciotti Garibaldi, fu “amatissimo dai volontari e si dimostrò esempio ammirato e salutare per la straordinaria sua calma e freddezza sotto le fucilate”. Per il suo stato di servizio e per le sue benemerenze patriottiche si meritò l'ufficio di custode dell'ara di Mentana.
Il 23 novembre 1870 fu espulso da Nizza con altri Nizzardi garibaldini; Adriano Gilli, Carlo Perino, e Alberto Cougnet.
Luciano Mereu fu eletto consigliere municipale di Nizza nella giunta del sindaco Augusto Raynaud (1871-1876) e fu membro della commissione garibaldina di Nizza con Donato Rasteu, che fu presidente fino al 1885 circa.
Nel 1897 prese parte alla campagna a favore dei Greci contro i Turchi, combattendo in Epiro e in Tessaglia al comando di Ricciotti Garibaldi, come colonnello comandante una colonna di volontari inquadrati nel primo battaglione. Il 17 maggio sconfisse a Domokos le forze turche, notevolmente più numerose, di Edhem Pascià, dove cadde in combattimento il deputato forlivese Antonio Fratti. Fu l'unica vittoria tra i risultati negativi dell'intera operazione.
Morì nell'aprile 1907 e nel manifesto in suo onore redatto dalla Federazione Garibaldina Italiana e firmato da Federico Gattorno era scritto: “Ancora uno dei nostri garibaldini, un eroe modesto, caro a Garibaldi, è morto all'ospedale, retaggio riservato ai nostri compagni d'armi in ricompensa dei servizi resi alla patria!”. La questura ne proibì la pubblicazione.